# فیلیپوفسکایا
فیلیپوفسکایا (به لاتین: Fillipovskaya) یک منطقهٔ مسکونی در روسیه است که در استان آرخانگلسک واقع شده‌است.